# Laghetto (Astano)
Der Laghetto ist ein voralpiner See in der Gemeinde Lema im Kanton Tessin in der Schweiz.

## Geographie
Der See liegt auf 600 m ü. M. in einer Terrassenmulde, am südwestlichen Fuss des Monte Rogoria, rund 600 Meter westlich des Dorfkerns von Astano. Die Staatsgrenze zu Italien ist rund 500 Meter in nordwestlicher Richtung entfernt. Der Laghetto ist mit einer Länge von 120 Metern, einer Breite von 60 Metern, einer Fläche von 6000 Quadratmetern und einer maximalen Tiefe von 10 Metern vergleichsweise klein. Er wird von der Lisora durchflossen, die im Norden in den See mündet und ihn im Südosten über ein Schütz wieder verlässt, mit dem der Seespiegel reguliert werden kann. Zusätzlich wird der See durch Grund- und Kluftwasser gespiesen.

## Geschichte
Das italienische Wort «Laghetto» bedeutet auf Deutsch «kleiner See». Da das Gewässer auch als «stagno» (italienisch für «Weiher» oder «Teich») bezeichnet wurde, wird vermutet, dass der heutige Gemeindename «Astano» auf den Laghetto zurückgeht.
Der See war in der ersten Hälfte des 20. Jahrhunderts noch wesentlich stärker verlandet und mit einer Fläche von rund 2000 Quadratmetern und einer Tiefe von circa zwei Metern deutlich kleiner als heute. Der Seegrund bestand damals aus einer rund zehn Meter dicken Schlammschicht. Zu Beginn der 1930er-Jahre wurde das Gelände nach einem Projekt des Architekten Giuseppe Amadò zu einem Strandbad mit Umkleidekabinen, Duschen, Mauerbrüstungen und Abgrenzungen für die Badegäste umgebaut. Dabei fanden auch zahlreiche infolge der Weltwirtschaftskrise arbeitslos gewordene Personen vorübergehend eine Beschäftigung. In den 1950er-Jahren wurde das Grundstück eingezäunt.
Die weitreichendsten Eingriffe in die Gestalt des Sees erfolgten in der zweiten Hälfte der 1960er-Jahre, als er zunächst komplett ausgepumpt und anschliessend ausgebaggert wurde. Die dabei abgetragene rund zehn Meter tiefe Schlammschicht wurde für die Sanierung des angrenzenden Sumpfgebietes verwendet. Im Zuge dieser Arbeiten wurden auch die Lisora oberhalb der Mündung eingedolt, der Abfluss reguliert sowie eine Bar und eine Toilettenanlage errichtet. In den 1980er-Jahren ging die Anlage von der Gesellschaft Pro Loco in den Besitz der Gemeinde Astano über.
In den Jahren 2011–2012 wurden die Eingriffe der 1960er-Jahre teilweise wieder rückgängig gemacht, indem die Lisora im Cimavalle bis zur Mündung in den Laghetto renaturiert wurde. Seither durchfliesst der freigelegte Bach die Liegewiese im Norden des Sees und kann dort über eine kleine Holzbrücke überquert werden.

## Ökologie
Ursprünglich war der See unter anderem mit Schleien, Aalen, Saiblingen, Flusskrebsen, Fröschen und Teichmuscheln besiedelt. In der Uferlandschaft kommt die Ringel- und die Äskulapnatter vor. Im Jahr 1910 wurden erstmals rund 1000 Forellen und Saiblinge ausgesetzt. Da der See zum Sportfischen genutzt wird, werden zur Stützung des Fischbestandes weiterhin periodisch Forellen ausgesetzt.

## Wirtschaftliche Bedeutung
Der Laghetto wird von der Tessiner Tourismusagentur als «eine der wichtigsten Touristenattraktionen im Malcantone» eingestuft. Er wird primär als Strandbad, zum Sportfischen und als Veranstaltungsort für Feste und Konzerte genutzt. In unmittelbarer Nachbarschaft befindet sich der Campingplatz Al Laghetto.